# 安川純平
安川 純平（やすかわ じゅんぺい、1992年11月11日 - ）は、日本の俳優。東京都出身。ニックネームはジュンペソ。

## 出演

### 舞台
- 少年ハリウッド（2011年） - 早水海馬 役
- 少年ハリウッド 〜僕らのオレンジにまた逢いたい〜（2012年）
- ミュージカル・テニスの王子様2ndシーズン（2012年 - 2014年） - 丸井ブン太 役[3]
- ママと僕たち（2013年）
- タンブリング Vol.4（2013年）
- ぶっせん（2013年）
- オズからの招待状（2014年）
- ママと僕たち よちよちフェスティバル 〜もっかい!いち!に!〜（2015年）
- 舞台「戦国無双」関ヶ原の章（2015年）
- 探偵シリーズ「元カレ」（2015年）
- ネバー×ヒーロー（2015年）
- お前は渋谷の夜回りおじさんじゃない（2015年）
- 結婚の偏差値III（2015年）
- じゃじゃ馬ならし（2015年）
- ミュージカル「Dance with Devils」（2016年） - 棗坂シキ 役[4]
- 龍狼伝 第二章（2016年） - 諸葛亮孔明 役
- 読モの掟!2016（2016年）
- 昆虫戦士コンチュウジャー（2016年） - カメレオン少佐 役
- 若様組まいる（2016年） - 小山孝 役
- 「DADDY WHO?」（2016年） - 赤井丈 役
- ミュージカル「Dance with Devils〜D.C.〜」（2016年） - 棗坂シキ 役
- 都道府県パズル（2017年）
- 中国の不思議な役人（2017年） - 麦 役
- 真夏の夜の夢（2017年）
- 昆虫戦士コンチュウジャー ～ただの再演じゃ終わらない、そうだろみんな!?～（2017年） - カメレオン少佐 役
- 桜飛礫（2017年） - 茂辺地 役
- そでふりあうも（2017年）
- 昆虫戦士コンチュウジャー2～激突!恐怖の戦士、ネオコンチュウジャー!～（2017年） - カメレオン少佐 役
- 超!脱獄歌劇「ナンバカ」（2017年） - ニコ 役[5]
- 舞台「おおきく振りかぶって」（2018年） - 泉孝介 役[6]
- ミュージカル「Dance with Devils〜fermata〜」（2018年）  - 棗坂シキ 役
- 若様組まいる〜アイスクリン強し〜（2018年） - 小山孝 役
- 舞台「おおきく振りかぶって夏の大会編」（2018年） - 泉孝介 役[7]
- 若様組まいる〜若様とロマン〜（2018年） - 小山孝 役
- ジーザス・クライスト・レディオスター（2018年） - 大谷拓哉 役
- 舞台「おおきく振りかぶって / おおきく振りかぶって秋の大会編」ダブルヘッダー特別公演（2020年） - 泉孝介 役[8]
- ミュージカル「SUPERHEROISM」（2021年） - イッペイ 役[9]

### 映画
- 高校デビュー（2011年）
- EIKEN BOOGIE〜涙のリターンマッチ〜（2015年） - 主演・大木一徹 役[10]

### バラエティ
- 7Days BOYS 〜ボクタチの超☆育成計画〜（2015年）
  - アイドルプロデュースパート「妖〜AYAKASHI〜」

### テレビドラマ
- 素直になれなくて（2010年、フジテレビ）
- タンブリング（2010年、TBS）

### 配信
- 恋愛は必然である 〜ドラマで分かる!新感覚恋愛法則〜 第4話（2014年、BeeTV）

### イベント
- 独占ハリウッド! 001 〜夏のオレンジフレッシュ祭〜（2011年）
- 独占ハリウッド!002〜ぎゅっと弾ける僕らのオレンジデーがやってくる〜（2012年）
- 勝手にドルフェス2013（2013年）
- ネルフェス2014 in 武道館（2014年）
- ジュンペソバースデーイベント（2016年11月11日）
- めちゃバカ5〜新学期スペシャル〜（2017年）
- カクシンハン“五周年記念”一夜限りの ロミオとジュリエット&タイタス・アンドロニカス~LOVE & DEATH PARTY NIGHT~（2017年）
- ジュンペソ誕生祭（2017年11月11日）
- STAGE FES 2017（2017年12月31日）
- KIMERU SUMMER FES 2018 go forward（2018年8月4日）
- ジュンペソ誕生祭Vol.3（2018年11月11日）

## 書籍

### 雑誌
- street Jack（2009年 - ） - レギュラーモデル